# Myrmica alaskensis
Myrmica alaskensis  (лат.) — вид мелких муравьёв рода мирмик (подсемейство мирмицины) длиной около 4—5 мм.

## Описание
Обитает в Северной Америке — в США и Канаде. Гнёзда строит в почве и древесных остатках бореальных лесов.
В муравейниках обнаружены социальные паразиты вида Formicoxenus quebecensis.

## Систематика
Вид описан американским мирмекологом Уильямом Мортоном Уилером в 1917 году как Myrmica brevinodis var. alaskensis Wheeler, 1917.